# Sauromys petrophilus
Sauromys petrophilus е вид бозайник от семейство Булдогови прилепи (Molossidae), единствен представител на род Sauromys.

## Разпространение
Видът е разпространен в Ангола, Ботсвана, Зимбабве, Мозамбик, Намибия и Южна Африка.